# Планета меняет цвет
«Планета меняет цвет» (тадж. Сайёра ранг иваз мекунад) — фильм таджикского кинорежиссёра Мухиддина Музаффара. Премьера фильма состоялась 22 сентября 2018 года .

## Краткое содержание истории
Фильм рассказывает о конфликте между двумя банями — добром и злом, двумя ценностями — моральной и материальной и борьбой между ними. Главная героиня фильма, Сайёра, жила скромной, но духовно богатой жизнью со своей матерью и двумя сестрами. Хуршед и Сайёра любили друг друга. У них были хорошие мечты в их сердцах … Но афиняне и герои развития с помощью героев и высокомерных лучников объединяют эти мечты и стремления. Сайёра случайно убивается случайно .
Сайёра убила единственного ребёнка Фарида . Фарид ненавидит убийство Сайёрой своего ребёнка и хочет отомстить ей. Но узнав о внутреннем мире девочки и произошедших событиях, Фарид задумался, как он воспитал своего ребёнка! Молодая женщина была вынуждена жить за счет средств к существованию и мирской жизни, чтобы обрести свою внутреннюю сущность. Затем Фарид спрашивает себя, правильно ли создавать условия и выполнять все желания ребёнка как отца. Помимо наследования, что ещё осталось? Как и почему мы должны жить в этом мире?

## В ролях
Главные герои фильма — Курбан Собир, Тахмина Раджабова (Сайора), Дильбар Сулайманова, Тагоймурод Розиков, Нурулло Хакназаров, Хуршед Мустафоев и Умар Али .

## Характер фильма
По словам режиссёра фильма Осими Орифпура, фильм был снят в основном в городе Худжанд, а несколько сцен снято в селе Угук района Деваштич. Съемки длились почти два месяца, с пятью месяцами настройки, звучания и постановки. В фильме участвовали высококвалифицированные режиссёры — Дилошуб Оризаде, Зайниддин Каримов, Даврон Восиди, Абдуазиз Абдурахмонов, Кобилжон Шарипов, Темур Султонов, Абдусафо Косимов, Кароматулло Норов, Сухроб Муллошоев, Сарвар Хабовов, Сарвар Хабибов .

## Бюджет фильма
Бюджет фильма составляет 350 тысяч сомони .

## Примечание
1. 1 2  Сурайё Ҳакимова. Нахустнамоиши “Сайёра ранг иваз мекунад” (тадж.). www.hakikati-sugd.tj. Ҳақиқати Суғд. Архивировано 15 сентября 2019 года.
2. ↑  Аз шаҳри як бинандаи филм, Шарифҷон Тоҷибоев дар Фейсбук
3. ↑  Трейлери расмии "Сайёра ранг иваз мекунад" | Сайти расмии Киностудии "Суғдсинамо" (тадж.). Сайти расмии киностудияи Суғдсинамо. Дата обращения: 19 июля 2018. Архивировано 21 октября 2020 года.
4. ↑  «Суғдсинамо»: Чанд монеае, ки ба рушди кино халал мерасонад (тадж.) (недоступная ссылка — история). sughdcinema.com. Сайти расмии Киностудияи "Суғдсинамо". Дата обращения: 20 июля 2018.